# Métro léger de Sydney
Le métro léger de Sydney (en anglais : Sydney Light Rail) est un réseau de métro léger desservant l'agglomération de Sydney en Australie. La première ligne est ouverte le 31 août 1997 et en 2020 le réseau compte trois lignes qui totalisent 24,7 km de longueur et desservent 42 stations. Il est exploité par Transdev Sydney, filiale du groupe Transdev.

## Historique
Au XIXe siècle et au début du XXe siècle, l'agglomération de Sydney développe un vaste réseau de tramways, qui devient le plus grand de l'hémisphère sud et le deuxième du Commonwealth après celui de Londres. Le développement des automobiles particulières, la perception que les tramways contribuent à la congestion du trafic et les conditions générales de délabrement du réseau en raison du manque de financement après la Seconde Guerre mondiale conduisent au remplacement progressif des services de tramway par des autobus et entraînent la fermeture du réseau le 25 février 1961.
En 1988, le monorail de Sydney est mis en service entre le centre-ville et Darling Harbour, mais il demeure mal intégré aux autres modes de transports de l'agglomération. Les autorités prennent alors la décision de réutiliser une section désaffectée d'une voie de chemin de fer de marchandises de l'Inner West. L'opération est complétée par la construction d'une section sur rue pour relier la ligne à la gare centrale.
Le 31 août 1997, la ligne 1, exploitée sous la marque Metro Light Rail, est ouverte entre la gare centrale et Wentworth Park, dans le quartier de Pyrmont. Un premier prolongement vers l'ouest jusqu'à Lilyfield est ouvert en août 2000.
En 2013, la marque Metro Light Rail est abandonnée au profit d'une identité visuelle commune à l'ensemble des transports en commun de l'agglomération.
Le 27 mars 2014, un second prolongement de la ligne 1 vers le sud-ouest est mis en service jusqu'à Dulwich Hill.
En 2015, les travaux pour la construction d'une deuxième ligne sont lancés. Après quatre ans de travaux, elle est mise en service le 14 décembre 2019 entre Circular Quay au nord du centre-ville et Randwick au sud-est. Le 3 avril 2020, la ligne 3 est mise en service entre Circular Quay et Juniors Kingsford.

## Exploitation
Le réseau est exploité selon le principe d'un partenariat public-privé. En 1994, la société Sydney Light Rail Company (SLRC) est créée et obtient une concession de service public jusqu'en février 2028, date à laquelle la propriété doit revenir au gouvernement de Nouvelle-Galles du Sud. L'exploitation est alors confiée à la société TNT Transit Systems, déjà propriétaire du monorail de Sydney.
En 1998, la SLRC rachète TNT Transit Systems avec la société française CGEA Transport (devenue Connex en 2000), dans le cadre d'une coentreprise appelée CGEA Transport Sydney,  qui reprend l'exploitation du métro léger. En 2001, Connex vend sa part dans le monorail à SLRC qui devient le propriétaire unique des deux lignes. SLRC et CGEA Transport Sydney sont réunies pour former la société Metro Transport Sydney qui est rachetée par le gouvernement de Nouvelle-Galles du Sud en 2012 et placée sous la responsabilité de l'autorité statutaire Transport for NSW.

## Réseau

### Aperçu général
La ligne 1 emprunte majoritairement un site propre dédié, à l'exception du tronçon dans le centre-ville, aux alentours du terminus de Central où les rames circulent sur la voirie. Certaines stations sont souterraines. La ligne possède la plupart des caractéristiques d'un tramway (roulement sur fer, rames, alimentation par caténaire).
Les rames des lignes 2 et 3 circulent comme des tramways classiques sur la voirie le long du tronçon commun avant d'emprunter un tunnel en site propre au niveau du parc Moore. La ligne 2 se poursuit ensuite sur une plateforme en site propre cependant que la ligne 3 utilise principalement une voie établie sur la voirie.

### Matériel roulant
Sept rames Variotram circulent sur le réseau depuis son ouverture. En aout 2012, CAF remporte un appel d'offres visant à fournir six nouveaux tramways Urbos ainsi qu'une location de quatre rames du même modèle pour un début de livraison en 2013. Parmi ces quatre rames louées, trois rames CAF Urbos proviennent du réseau espagnol de Vélez-Málaga. En 2018, les transports en commun de Sydney ont réceptionné les Citadis 305 d'Alstom acheminés par bateau, construits à La Rochelle en France pour les six premières rames et à Barcelone en Espagne pour les 54 autres rames.
| Constructeur | Modèle      | Nombre | Année de livraison | Longueur    | Vue extérieure | Vue intérieure |
| ------------ | ----------- | ------ | ------------------ | ----------- | -------------- | -------------- |
| CAF          | CAF Urbos 3 | 15     | 2013               | 32,9 mètres |                |                |
| Alstom       | Citadis 305 | 60     | 2018               | 33 mètres   |                |                |

| Constructeur | Modèle            | Nombre | Année de livraison     | Longueur  | Vue extérieure | Vue intérieure |
| ------------ | ----------------- | ------ | ---------------------- | --------- | -------------- | -------------- |
| Stadler Rail | Stadler Variotram | 7      | 1997 (retrait en 2018) | 29 mètres |                |                |

## Projets
Une ligne de métro léger est en cours de réalisation dans la ville de Parramatta, dans l'ouest de l'agglomération. La mise en service est prévue pour 2024.